# Ireneusz (Ćirić)
Ireneusz, imię świeckie Jovan Ćirić (ur. 1 maja 1884 w Sremskich Karlovcach, zm. 5 kwietnia 1955 w Nowym Sadzie) – serbski biskup prawosławny, teolog, badacz Starego Testamentu.

## Życiorys
Syn Izydora Ćiricia, sekretarza cerkiewnego, i jego żony Eveliny. Ukończył gimnazjum w Nowym Sadzie, a następnie wyjechał na studia teologiczne na Moskiewską Akademię Duchowną. Po uzyskaniu jej dyplomu podjął studia doktorskie na wydziale filozoficznym Uniwersytetu Wiedeńskiego, doktoryzował się w dziedzinie języków semickich. W 1908 złożył wieczyste śluby mnisze w monasterze Novo Hopovo przed jego przełożonym, archimandrytą Augustynem. W styczniu tego samego roku patriarcha serbski Lucjan wyświęcił go na diakona. Dwa lata później hierodiakon Ireneusz otrzymał godność protodiakona, zaś w 1912 – archidiakona. Trzy lata wcześniej, w 1909, mianowano go kierownikiem biblioteki Patriarchatu Serbskiego w Sremskich Karlovcach oraz docentem w serbskich seminarium duchownym, gdzie wykładał archeologię i język hebrajski, a następnie także liturgikę. W roku szkolnym 1911/1912 był ponadto katechetą w serbskim gimnazjum w Sremskich Karlovcach, zaś w kolejnych latach uzyskał stopień profesora zwyczajnego za swoje badania nad historią Pięcioksięgu. Był pionierem badań nad Starym Testamentem w Serbskim Kościele Prawosławnym, jak również autorem przekładów jego fragmentów na język serbski i komentarzy do nich.
W 1919 został nominowany na biskupa timockiego. W związku z tym 5 czerwca 1919 przyjął święcenia kapłańskie z rąk biskupa temesvarskiego Jerzego, tego samego dnia otrzymał również godność archimandryty. Jego chirotonia biskupia odbyła się dziesięć dni później w soborze św. Michała Archanioła w Belgradzie. Po dwóch latach, na własną prośbę, biskup Ireneusz został przeniesiony na katedrę Baczki.
W 1927 udał się na Zakarpacie, gdzie brał udział w tworzeniu struktur Kościoła prawosławnego (Kościół Prawosławny Czech i Słowacji był wówczas Cerkwią autonomiczną w jurysdykcji serbskiej). Brał aktywny udział w ruchu ekumenicznym, w szczególności w dialogu prawosławno-anglikańskim. W Nowym Sadzie, przy siedzibie eparchii Baczki, z jego inicjatywy został otwarty szpital dziecięcy z oddziałem gruźliczym.
Oprócz działalności duszpasterskiej zajmował się ikonopisaniem, pisaniem wierszy i prozy literackiej. Szczególnie interesował się również śpiewem cerkiewnym, zarówno serbskim, jak i bizantyjskim, rumuńskim i rosyjskim, opracował podręcznik prawosławnego śpiewu liturgicznego, który jednak nie został wydany. Władał językami hebrajskim, łaciną, greką, francuskim, rosyjskim, niemieckim i węgierskim, był autorem przekładów z tych języków. Przekładał z koine na współczesny język serbski prawosławne teksty liturgiczne.
Po II wojnie światowej nowe komunistyczne władze Jugosławii nakazały osadzenie go w areszcie domowym, w którym pozostawał przez siedemnaście miesięcy. Zmarł w 1955 po długiej chorobie i został pochowany w soborze katedralnym w Nowym Sadzie.